# Decorisepia
Decorisepia (лат.) — род головоногих из семейства настоящие каракатицы отряда каракатицы. Был описан как отдельный род, затем слит с родом Sepia, а теперь вновь восстановлен. Типовой вид — Decorisepia hedleyi.
Достигают в длину от 8,5 до 10,8 см, самки крупнее самцов. Обитают у берегов Южной Африки, Юго-Восточной Азии и Австралии в Атлантическом, Индийском и Тихом океанах. Придонные животные, встречаются на глубине от 20 до 1092 м. Безвредны для человека, Decorisepia madokai является объектом коммерческого промысла.

## Виды
На декабрь 2023 известно 3 описанных вида:
- Decorisepia australis (Quoy & Gaimard, 1832)
- Decorisepia hedleyi (S. S. Berry, 1918)
- Decorisepia madokai (Adam, 1939)